# 테런스 타오
테런스 치셴 타오(영어: Terence Chi-Shen Tao, 중국어 간체자: 陶哲轩, 정체자: 陶哲軒, 병음: Táo Zhéxuān 타오저쉬안[*], 한자음: 도철헌, 1975년 7월 17일~)는 조화해석학, 편미분방정식, 조합론, 해석적 수론, 표현론 등을 주로 연구하는 오스트레일리아의 수학자이다. 2006년 스페인 마드리드에서 열렸던 세계 수학자 대회(ICM)에서 필즈상을 수상했다.

## 생애
테런스 치셴 타오는 오스트레일리아 애들레이드에서 태어났다. 그의 아버지 빌리 타오(Billy, 陶象國)는 상하이에서 태어나 영국령 홍콩으로 이주하여 홍콩대학을 우수한 성적으로 졸업한 소아과 의사였고 어머니 그레이스(Grace, 梁蕙蘭)는 홍콩대학 수학, 물리학과에서 최우수 졸업을 했던 중학교 교사였다. 타오는 어린 시절부터 신동으로 소문이 났다. 데이비슨 영재 프로그램 역사상 8살에 SAT 수학에서 700점을 넘은 사람은 타오를 포함해서 단 2명뿐이었다.(타오는 800점 만점에서 760점을 받았다.) 1986년, 1987년, 1988년 3년동안 타오는 국제수학올림피아드(IMO)에서 늘 가장 어린 참가자였으며, 각각 순서대로 동메달, 은메달, 금메달을 수상하였다. 동메달은 11살, 은메달은 12살, 금메달은 13살에 수상했다고 한다. 이런 기록은 전례가 없었으며, 아직 깨지지 않았다. 1992년에 프린스턴 대학교에 입학하여, 1996년에 엘리어스 스타인의 학생으로 박사 학위를 받았다.
2004년에는 수학자 벤 그린(영어: Ben Green)과 함께 등차수열에 관한 정수론의 난제인 그린-타오 정리를 해결해서 더욱 유명해졌으며, 이에 대한 업적으로 오스트레일리아 수학회 메달을 수상하였다.
2013년 기준으로 캘리포니아 대학교 로스앤젤레스 수학과 최연소 정교수로 재직 중이며, 미국 로스앤젤레스에서 살고 있다. 2015년에 테렌스 타오는 에르되시 불일치 문제를 증명하였고 2020년에는 복소 다항식의 임계점과 영점 사이의 관계에 대한 센도브 추측을 충분히 큰 차수에 대하여 증명했다.

## 같이 보기
- 그린-타오 정리
- 필즈상
- 에르되시 팔